# سفارت عربستان سعودی در لندن
سفارت عربستان سعودی در لندن (عربی: السفارة السعودية الملكية في لندن) نمایندگی رسمی دیپلماتیک پادشاهی عربستان سعودی در بریتانیا است. وظیفه اصلی آن ارتقا و تقویت روابط دوجانبه بین عربستان سعودی و بریتانیا در زمینه‌های مختلف از جمله تجارت، سرمایه‌گذاری، آموزش، فرهنگ و امنیت است.
ریاست این سفارت بر عهده سفیر عربستان سعودی در بریتانیا است که توسط پادشاه عربستان سعودی منصوب شده و نزد پادشاه بریتانیا معتبر است. سفیر فعلی شاهزاده خالد بن بندر بن سلطان بن عبد ٱلعزیز آل سعود است که در سال ۲۰۱۹ سمت خود را بر عهده گرفت.
خدمات سفارت شامل امور کنسولی مانند صدور ویزا، گذرنامه و سایر اسناد مسافرتی و همچنین ارائه کمک به اتباع سعودی مقیم یا مسافرتی در بریتانیا می‌باشد. همچنین اطلاعات و پشتیبانی از شهروندان بریتانیایی را که از عربستان سعودی بازدید می‌کنند یا تجارت می‌کنند، ارائه می‌دهد.
سفارت نقش مهمی در ترویج فرهنگ و میراث سعودی از طریق ابتکارات مختلف، مانند سازماندهی رویدادهای فرهنگی، نمایشگاه‌ها و جشنواره‌ها با همکاری موسسات بریتانیایی ایفا می‌کند. همچنین از همکاری‌های آموزشی و پژوهشی بین دانشگاه‌ها و مؤسسات سعودی و بریتانیا پشتیبانی می‌کند.
علاوه بر این، سفارت از نزدیک با دولت بریتانیا در مورد مسائل مربوط به امنیت، دفاع و مبارزه با تروریسم همکاری می‌کند. این برنامه تمرینات نظامی مشترک، تبادل اطلاعات و همکاری در مبارزه با تروریسم و افراط گرایی را تسهیل می‌کند.
به‌طور کلی، سفارت عربستان سعودی در لندن به عنوان پل ارتباطی بین عربستان سعودی و بریتانیا عمل می‌کند و درک متقابل، احترام و همکاری را به نفع هر دو کشور تقویت می‌کند.